# 아산배방중학교
아산배방중학교(牙山排芳中學校)는 대한민국 충청남도 아산시 배방읍 북수리에 있는 공립 중학교이다.

## 학교 연혁
- 2006년 4월 19일 : 학교계획 설립 30학급 인가
- 2008년 3월 1일 : 14학급 편성
- 2008년 3월 1일 : 제1대 고광산 교장 부임
- 2008년 3월 4일 : 제1회 입학식(입학생 277명)
- 2008년 4월 21일 : 개교식
- 2009년 2월 19일 : 제1회 졸업식(졸업생 36명, 누적생 36명)
- 2025년 1월 7일 : 제17회 졸업식(졸업생 258명, 누적생 5,857명)
- 2025년 3월 1일 : 37(특수2) 학급 편성
- 2025년 3월 1일 : 제18회 입학식(입학생 356명)
- 2025년 3월 1일 : 제9대 박문순 교장 부임

## 참고 자료
- 아산배방중학교 - 한국교육학술정보원 학교알리미